# Anisomysis modestiangusta
Anisomysis modestiangusta är en kräftdjursart som beskrevs av Murano och Nobuyuki Fukuoka 2003. Anisomysis modestiangusta ingår i släktet Anisomysis och familjen Mysidae. Inga underarter finns listade i Catalogue of Life.